# Піддубне (Шептицький район)
Підду́бне (давніше — Піддубці) — село в Україні, в Шептицькому районі Львівської області. Населення становить 205 осіб.

## Історія

Село Піддубне в часі першої світової війни

Станом на 1 січня 1939 року в селі проживали 1250 мешканців, з них 1075 українців-грекокатоликів, 140 українців-римокатоликів, 15 євреїв і 20 поляків. Місцева греко-католицька парафія належала до Угнівського деканату Перемишльської єпархії. Село входило до ґміни Вєжбіца Равського повіту Львівського воєводства Польської республіки. Після анексії СРСР Західної України в 1939 році село включене до Угнівського району Львівської області.
Роман Афтаназі у своїй праці про Резиденції писав: Poddębce (ukr. Піддубне lub Піддубці, Poddubne), tak te której cerkiew podziwiamy z Wierzbicy. Budowe dworu datowano na pierwszą połowę XVIII wieku. Przed wojną istniały w nim piwnice, których część była już wtedy zawalona. Według opowieści miejscowych zawalony loch miał łączyć się z kościołem w Uhnowie (ok 2 km) i dawać schronienie mieszkańcom, o pierwotnej częściowo obronnej formie dworu mogły świadczyć resztki metrowych murów i nawet po przebudowie pomieszczenia miały po ponad 3.5 metra wysokości. Cały teren mieścił się na terenie kilkuhektarowego parku.
Dworek ten, od połowy XIX wieku wraz z wsią kolejno należał do Rosnowskich (Felicjana, dziedzica Cieszanowa i Tartakowa), następnie poprzez ślub córki przeszła w posiadanie Lanckorońskich, ponownie poprzez ślub córki Lanckorońskich, weszły w posiadanie Urbańskich. Prawa własności przeszły na córkę Urbańskich, która sprzedała majątek Marii Ederowej ze Stanków, której prawa przeszły na jej cztery córki. Majątkiem zarządzał do wojny zięć Marii, Adam Wędrychowski (21 X 1895 — помер у таборі V 1945)".
Помилково у своїх працях Роман Афтаназі зазначає власника місцевості як «Феліціана Росновського». Такого представника родини не існувало, і згадка Романом Афтаназі у статтях про Піддубне та Тартаків «Феліціана Росновського» слід вважати помилкою автора. Насправді ім'я представника родини Росновських, власника цієї місцевості — Францішек Ксаверій Росновський (1796—1877), син Миколая Роха Росновського (нар. 1767) та Людвіки з Урбанських Росновської (1768—1845).
Від Росновських маєток переходить у спадкування до князів Лянцкоронських з Тартакова, остання власниця з цієї родини — Марія Урбанська (дочка Яна Урбанського та Стефанії Лянцкоронської). Вона продає маєток наприкінці 1930-х років, як зазначає Афтаназі, але існують припущення, що це відбулось або в 1912—1914 роках або в ближче до 1919 року Марії Едер, вдові (її чоловіком був Мирослав Едер), але маєтком управляє зять Адам Вендруховський до початку війни, одружений з Михайлиною Едер (17 IX 1902—15 XI 1977, Краків), дочкою Марії.
Після Другої світової війни село опинилося у складі Польщі. 16-30 червня 1947 року під час операції «Вісла» польська армія виселила з Піддубців на щойно приєднані до Польщі північно-західні терени 384 українців. У селі залишилося 153 поляки.
За радянсько-польським обміном територіями 15 лютого 1951 року село передане до УРСР, а частина польського населення переселена до Нижньо-Устрицького району, включеного до складу ПНР.

## Населення

### Мова
Розподіл населення за рідною мовою за даними перепису 2001 року:
| Мова       | Кількість | Відсоток |
| ---------- | --------- | -------- |
| українська | 205       | 100%     |

## Церква Покрови Богородиці
Попередня дерев'яна церква постала коштом дідички Ґабрієли Добєцької у 1722 році, як свідчив напис на одвірку. У 1908 році на її місці споруджено існуючу муровану, хрещату в плані, одноверху церкву, циліндричний світловий барабан середхрестя якої вкритий сферичною банею з ліхтарем і маківкою. У 1946 році все українське населення було виселене польською владою, а церква зачинена. Мешканці повернулися у 1952 році, але церкву відкрили щойно у 1989 році.

## Відомі люди

### Народилися
- Василь Макух — релігійний діяч української діаспори у США, отець митрат церкви Святого Йосафата у Трентоні.
- Володимир Чуба — український хоровий диригент і педагог, завуч Київської консерваторії.
- Збіґнєв Лянцкоронський (1850—1929 Краків) — власник та ідейний натхненник будівництва Тартаківського палацу в містечку Тартаків.